# テイルズ オブ ザ ワールド タクティクス ユニオン
『テイルズ オブ ザ ワールド タクティクス ユニオン』（TALES OF THE WORLD TACTICS UNION）は、バンダイナムコゲームスから配信されたスマートフォン用シミュレーションRPG。

## 概要
それぞれの記憶を失った状態で夢の世界「レーヴァリア」に召喚された『テイルズ オブ』 シリーズの歴代キャラクター達が敵味方に分かれて戦うという内容。
2012年7月2日にauスマートパス向けのAndroid版、2013年1月10日にiOS版、1月11日にGoogle PlayからのAndroid版が配信され、auスマートパス版は2015年1月28日、iOS・Android版は2月26日にサービスを終了した。2014年10月23日にはストーリー、アニメーション、シナリオのフルボイス化などが追加されたニンテンドー3DS用ソフト『テイルズ オブ ザ ワールド レーヴ ユナイティア』（TALES OF THE WORLD REVE UNITIA）が発売された。ルフレス族などのキャラクターデザインは奥村大悟。

## 主題歌
エンディングテーマ「懐かしい夢」
作編曲 - 椎名豪 / 作詞・歌 - 中川奈美 / 演奏 - 谷本浩一、ただすけ、真部裕

## 登場キャラクター

### オリジナルキャラクター
テルン
声 - 種﨑敦美（レーヴ ユナイティア）
ルフレス族の若仔。ヴールに襲われそうになったところを「目覚めのひと」であるアスベルとロイドに助けられる。しばしば語尾に「です」を付けて話す。
ナハト
声 - 増田俊樹（レーヴ ユナイティア）
ルフレス族の夢守。族の中では最も強い力を持っている者の一人。テルンが小さい頃から面倒を見てきた保護者的な存在。
ルフレス族は普段はマスコットのような姿をしているが、『レーヴ ユナイティア』では戦闘時に人間の姿に変身する。

### シリーズキャラクター
『タクティクス ユニオン』のダウンロードコンテンツでの登場キャラクターは、「EXミッション」をクリアすることでダウンロード可能になる。『レーヴ ユナイティア』ではダウンロードの必要はない。
セリフが追加された『レーヴ ユナイティア』では、シリーズキャラクターの声優は全て原作のゲーム作品に準拠している。
『レーヴ ユナイティア』でのルドガーとユリウスの登場は、プロデューサーの山田茉弥が馬場英雄に要望したことで実現した。
| 出典                                          | タクティクス ユニオン               | タクティクス ユニオン      | レーヴ ユナイティア 追加キャラクター |
| 出典                                          | 最初から登場                        | ダウンロードコンテンツ     | レーヴ ユナイティア 追加キャラクター |
| --------------------------------------------- | ----------------------------------- | -------------------------- | ------------------------------------ |
| テイルズ オブ ファンタジア                    | -                                   | クレス                     | すず / ダオス                        |
| テイルズ オブ デスティニー                    | -                                   | リオン                     | スタン                               |
| テイルズ オブ エターニア                      | メルディ                            | -                          | リッド                               |
| テイルズ オブ デスティニー2                   | -                                   | ハロルド                   | ロニ                                 |
| テイルズ オブ シンフォニア                    | ロイド / ゼロス / プレセア          | コレット                   | -                                    |
| テイルズ オブ リバース                        | ヴェイグ                            | -                          | アニー                               |
| テイルズ オブ レジェンディア                  | ノーマ                              | -                          | セネル                               |
| テイルズ オブ ジ アビス                       | ルーク / ジェイド / ガイ / ナタリア | ティア                     | -                                    |
| テイルズ オブ ザ テンペスト                   | ルビア                              | -                          | カイウス                             |
| テイルズ オブ イノセンス                      | -                                   | ルカ / スパーダ            | -                                    |
| テイルズ オブ シンフォニア -ラタトスクの騎士- | -                                   | エミル                     | マルタ                               |
| テイルズ オブ ヴェスペリア                    | ユーリ / フレン / ジュディス        | リタ / レイヴン / エステル | -                                    |
| テイルズ オブ ハーツ                          | -                                   | コハク                     | ヒスイ                               |
| テイルズ オブ グレイセス                      | アスベル / ソフィ                   | シェリア                   | -                                    |
| テイルズ オブ エクシリア                      | -                                   | ジュード / ミラ            | -                                    |
| テイルズ オブ エクシリア2                     | -                                   | -                          | ルドガー / ユリウス                  |